# Jorge Amiden
Jorge Geraldo Amiden (Campinas, 09 de janeiro de 1950 - Rio de Janeiro, 27 de junho de 2014) foi um compositor, cantor e guitarrista brasileiro, conhecido por ter sido o fundador dos grupos O Terço e Karma.
Além do mais, participou do disco "Sonhos e Memórias", de Erasmo Carlos, e integrou a banda de Milton Nascimento.
No início dos anos 1970, Amiden teve problemas sérios de saúde por causa das drogas e se recolheu para nunca mais voltar à música profissional.
Segundo Sérgio Hinds, seu companheiro do grupo O Terço, "Amiden foi o primeiro músico de que se tem notícia no mundo que apareceu tocando a "tritarra", que é a guitarra com 3 braços".

## Discografia
com O Terço
- 1969 - Velhas Histórias / Tributo ao Sorriso (Compacto duplo)
- 1970 - O Terço
- 1971 - Visitante / Adormeceu / Doze Avisos / Mero Ouvinte / Trecho da Ária Extraída da Suite em Ré Maior (EP)
- 1971 - Adormeceu / Vou Trabalhar (EP)

com a banda Karma
- 1972 - Karma (LP, RCA Victor)

com Erasmo Carlos
- 1972 - Sonhos e Memórias